# Forum Ambrosetti

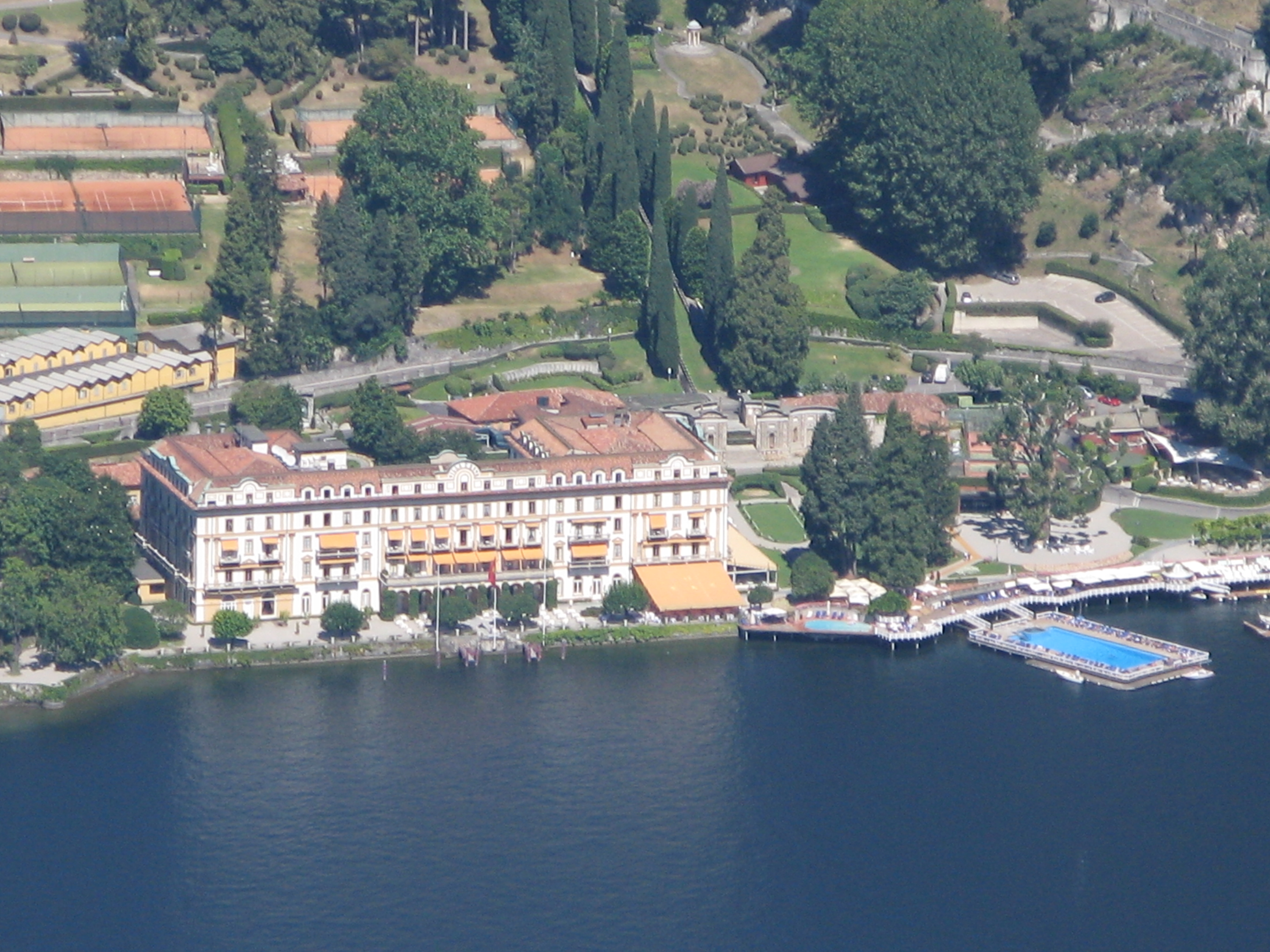
Villa d'Este a Cernobbio col suo ampio parco, vista da Brunate.

Il Forum di Cernobbio è un incontro internazionale di discussione su temi principalmente economici che si tiene ogni anno dal 1975, nel primo finesettimana di settembre, presso Villa d'Este nel comune italiano di Cernobbio, sul lago di Como. 
Organizzato da The European House - Ambrosetti (TEHA), studio di consulenza aziendale e think tank con sede a Milano, è rivolto e dedicato a capi di Stato, ministri, premi Nobel ed economisti.
Il Forum - la cui denominazione ufficiale è “lo scenario di oggi e di domani per le strategie competitive” - si articola in tre giorni di incontri, dibattiti, presentazioni di ricerche ad hoc, elaborazioni di previsioni sullo scenario economico e geo-politico mondiale, europeo e italiano, momenti di analisi dei principali sviluppi scientifici e tecnologici e dei loro effetti sul futuro delle istituzioni, delle imprese e, in generale, della società civile.

## Storia
L'idea del forum fu di Alfredo Ambrosetti, varesino d'origine, fondatore a Milano di uno dei primi studi di consulenza aziendale in Italia (lo Studio Ambrosetti, poi divenuto The European House - Ambrosetti, in sigla TEHA), come diretta evoluzione del proprio programma di "aggiornamento permanente", da lui ideato a beneficio dei professionisti del management dei maggiori gruppi imprenditoriali mondiali. Nel 1974, poco dopo aver terminato una "tappa" di tale programma, Ambrosetti e Umberto Colombo ebbero l'intuizione di dedicare alle tematiche della ricerca, dell'economia e della sociopolitica non soltanto appuntamenti separati, ma di condensarle in un'unica sessione intensiva e interdipendente: un "forum". 
Dopo aver inizialmente pensato di organizzare l'appuntamento a Varese (città natale di Ambrosetti) o quantomeno nei dintorni, venne scelta come location l'albergo Villa d'Este di Cernobbio, sul lago di Como, giudicata particolarmente strategica in virtù del prestigio strutturale e dell'elevata capacità ricettiva.
La prima edizione, nel 1975, registrò una partecipazione al di sotto delle aspettative: in particolare, essendosi tenuta ai primi di luglio, non vi prese parte alcun ospite dal Nordamerica per via della concomitanza con l’Independence Day. Nonostante ciò, e a dispetto di una grave perdita economica, Ambrosetti fu convinto a continuare dall'apprezzamento personalmente espressogli da Beniamino Andreatta per la qualità del programma. Anno dopo anno le adesioni, grazie anche ai forti investimenti degli organizzatori, crebbero numericamente e di livello, trasformando il "Forum di Cernobbio" o "Forum di Villa d'Este" (com'è anche comunemente denominato) in un crocevia strategico per gli ambienti economici, accademici, istituzionali e politici.

## Partecipanti e relatori
Il forum è a partecipazione limitata e strettamente riservato ai destinatari, ossia presidenti, amministratori delegati e top manager dei principali gruppi imprenditoriali internazionali e nazionali, nonché influenti esponenti della politica mondiale.
Tra gli ospiti di maggior rilievo vi sono stati Alberto II di Monaco, José María Aznar, Silvio Berlusconi, Joe Biden, Richard Cheney, Carlo Azeglio Ciampi, Gianni Agnelli, Luca Cordero di Montezemolo, Sergio Marchionne, Renato Dulbecco, José Manuel Durão Barroso, Larry Ellison, Recep Tayyip Erdoğan, François Fillon, Bill Gates, Valéry Giscard d'Estaing, Felipe González, Neville Isdell, Alain Juppé, Henry Kissinger, Václav Klaus, Christine Lagarde, Rita Levi Montalcini, Abu Mazen, John McCain, Mario Monti, Giorgio Napolitano, Shimon Peres, Romano Prodi, Jean-Pierre Raffarin, Rania di Giordania, Joseph Ratzinger, Michel Rocard, Nouriel Roubini, Eric Schmidt, Helmut Schmidt, George Shultz, Giulio Tremonti, Jean-Claude Trichet, Umberto Veronesi, James Wolfensohn, Jimmy Wales, Hillary Clinton, Yasser Arafat, Sergio Mattarella, Giuseppe Conte, Alexīs Tsipras, Emma Marcegaglia, Samantha Cristoforetti, Enrico Letta, Gianroberto Casaleggio.

## Media policy
I lavori si svolgono a porte chiuse, secondo la Chatham House Rule: in base a tale regola, i partecipanti possono liberamente divulgare le informazioni ricevute senza rivelare l'identità né l'eventuale affiliazione di chi le ha fornite, né degli altri partecipanti. Ogni sessione è annunciata dal suono di un gong, gli intervalli durano 30 minuti.
La copertura mediatica dell'evento vede la presenza di oltre 400 giornalisti italiani e internazionali; molte sono inoltre le testate che realizzano ampi servizi speciali sul Forum.